# خوسيه دي ميسكيتا
خوسيه دي ميسكيتا (بالإنجليزية: José de Mesquita)‏ (10 مارس 1892، كويابا في البرازيل - 22 يونيو 1961، كويابا في البرازيل)؛ صحفي، كاتب، مؤرخ، شاعر وروائي برازيلي.